# Tomasz Polak (fizyk)
Tomasz Polak – polski fizyk, doktor habilitowany nauk fizycznych, profesor nadzwyczajny Uniwersytetu im. Adama Mickiewicza w Poznaniu. Specjalizuje się w nadciekłości, nadprzewodnictwie, teorii ciała stałego oraz w zimnych gazach atomowych.

## Życiorys
Stopień doktorski uzyskał w 2003 we wrocławskim Instytucie Niskich Temperatur i Badań Strukturalnych PAN na podstawie pracy pt. Przejścia fazowe w kwantowych matrycach złącz Josephsona (promotorem był prof. Tadeusz Kopeć). Habilitował się w 2014 na Wydziale Fizyki UAM na podstawie oceny dorobku naukowego i cyklu artykułów pt. Cykl publikacji: Silnie oddziałujące układy bozonów oraz mieszanin bozonowo-fermionowych.
Na poznańskim Wydziale Fizyki UAM pracuje jako profesor w Zakładzie Teorii Materii Skondensowanej kierowanym przez prof. Romana Micnasa. Prowadzi zajęcia m.in. z ultrazimnych gazów i zimnych atomów w sieciach optycznych.
Jest członkiem Polskiego Towarzystwa Fizycznego. Swoje prace publikował m.in. w "Physical Review A" oraz "Acta Physica Polonica".
Prowadzi kurs przygotowawczy do Olimpiady Fizycznej oraz Wielkopolską Ligę Fizyczną (WLF).